# Милосердие Тита
«Милосе́рдие Ти́та» (итал. La clemenza di Tito; K.621) — опера на итальянском языке в двух действиях Вольфганга Амадея Моцарта.
Для написания оперы была использована популярнейшая пьеса Пьетро Метастазио, написанная ещё в 1734 году на основе трагедии Пьера Корнеля «Цинна»; пьеса была положена на музыку многими композиторами, в том числе И .К. Бахом, К. В. Глюком, Й. А. Хассе, Н. Йомелли, Дж. Д. Скарлатти, но к началу 90-х годов во многих отношениях устарела и по просьбе Моцарта была существенно переработана Катерино Маццолой, в частности из 3-актной превращена в 2-актную и приближена к стилю тогдашней оперы-буффа
«Милосердие Тита» — одна из двух последних опер Моцарта (наряду с «Волшебной флейтой»), она была написана на заказ для коронации императора Леопольда II королём Богемии и впервые исполнена в Пражском Сословном театре 6 сентября 1791 года.

## Действующие лица
- Тит Флавий Веспасиан, римский император (тенор)
- Вителлия, дочь убитого императора Вителлия (сопрано)
- Секст, друг Тита, влюблённый в Вителлию (меццо-сопрано или кастрат)
- Сервилия, сестра Секста (сопрано)
- Анний, друг Секста, влюблённый в Сервилию (меццо-сопрано)
- Публий, префект претория (бас)

## Сюжет

### Действие первое
Виттелия, дочь убитого императора, хочет отомстить Титу за то, что он отверг её любовь, и подговаривает влюблённого в неё Секста участвовать в заговоре против него. Узнав, однако, что император отказался от женитьбы на Беренике и выслал её в Иерусалим, Виттелия сама намеревается стать его женой и останавливает Секста. Тит же желает видеть своей женой сестру Секста, Сервилию, к которому отправляет с посланием Анния, друга Секста, который сам давно влюблён в Сервилию. Сервилия решает рассказать Титу правду, но говорит, что если император будет настаивать на женитьбе, она подчинится. Тит, растроганный искренностью Сервилии, даёт добро на их брак с Аннием.
Тем временем, Виттелия, узнав о том, что император выбрал себе в жёны Сервилию, вновь проникается ненавистью к нему и просит Секста убить Тита. Вскоре после того, как Секст уходит, появляются Анний и Публий, которые сообщают Виттелии о том, что император желает видеть её своей женой. Виттелия в смятении.
Секст во главе мятежников приближается к императорскому дворцу, толпа поджигает его. Секст сообщает о том, что видел, как Тит погиб. Действие заканчивается общим хором, оплакивающим императора.

### Действие второе
Вскоре выясняется, однако, что Тит жив, а вместо него смерть принял один из его приближённых, одевшийся в императорские одежды. Мятеж подавлен, и Секст хочет покончить с собой, однако Виттелия отнимает у него кинжал. Публий арестовывает Секста и отдаёт его под суд Сената. Сенат приговаривает его к смерти, но Тит решает поговорить с ним и выведать всю правду о мятеже. Секст берёт всю вину на себя, не желая выдавать Виттелию, и Тит, несмотря на внутренние порывы, подписывает смертный приговор.
В день казни Виттелия решает признаться во всём Титу, и тот великодушно прощает её и Секста. Опера заканчивается всеобщим хором, прославляющим мудрость и милосердие императора.

## Избранные аудиозаписи
Солисты даются в следующем порядке: Тит, Вителлия, Сервилия, Секст, Анний, Публий.
- 1990 — дир. Джон Элиот Гардинер; солисты: Энтони Рольф Джонсон, Юлия Варади, Сильвия МакНейр, Анна Софи фон Оттер, Кэтрин Роббин, Корнелиус Гауптман; Английские барочные солисты.

## Избранные видеозаписи
Солисты даются в следующем порядке: Тит, Вителлия, Сервилия, Секст, Анний, Публий.
- 2003 — реж. Мартин Кушей; дир. Николаус Арнонкур; солисты: Михаэль Шаде, Доротея Рёшман, Барбара Бонней, Весселина Казарова, Элина Гаранча, Лука Пизарони; Венский филармонический оркестр; Зальцбургский фестиваль.